# Pyrgoúdi (Arcadie)
Pyrgoúdi (grec moderne : Πυργούδι) est une localité située dans le dème de Cynourie-du-Sud, dans le district régional d'Arcadie, dans la périphérie du Péloponnèse, en Grèce.
Selon le recensement de 2011, elle compte 1 habitants.